# Okkupationsfeldzug in Bosnien
Im Okkupationsfeldzug von 1878 besetzte Österreich-Ungarn die ihm im Berliner Kongress zur Verwaltung zugesprochenen osmanischen Provinzen Bosnien und Herzegowina. Dabei kam es zum bewaffneten Widerstand vor allem durch die muslimische Bevölkerung.

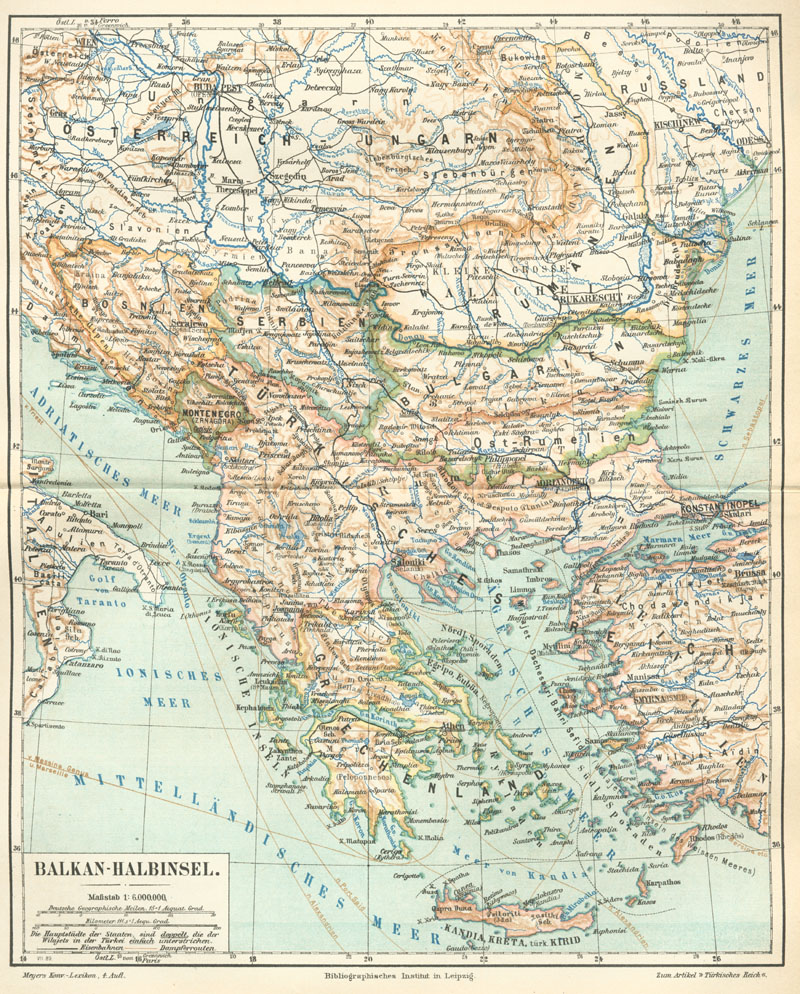
Die neuen Grenzen auf der Balkanhalbinsel gezogen durch den Berliner Kongress

## Vorgeschichte
Im Artikel 25 des Berliner Vertrages vom 13. Juli 1878 wurde Österreich-Ungarn ermächtigt, Bosnien und die Herzegowina unbefristet zu besetzen und unter seine Verwaltung zu stellen. Der Sandschak Novi Pazar verblieb zwar beim Osmanischen Reich; der Donaumonarchie wurde aber zugestanden, dort Truppen zu stationieren. Dies diente dem Zweck, eine südslawische und damit panslawistische Machtbildung auf dem Balkan zu verhindern, wenn etwa Serbien und Montenegro sich vereinigten. Dementsprechend groß war der serbische Widerstand. 
Auch die Osmanen protestierten. Sie bekamen von Außenminister Gyula Andrássy in einer geheimen Abmachung zugesichert, die Regierung in Wien sei bereit, diese Okkupation „als provisorische zu betrachten“.

## Feldzug

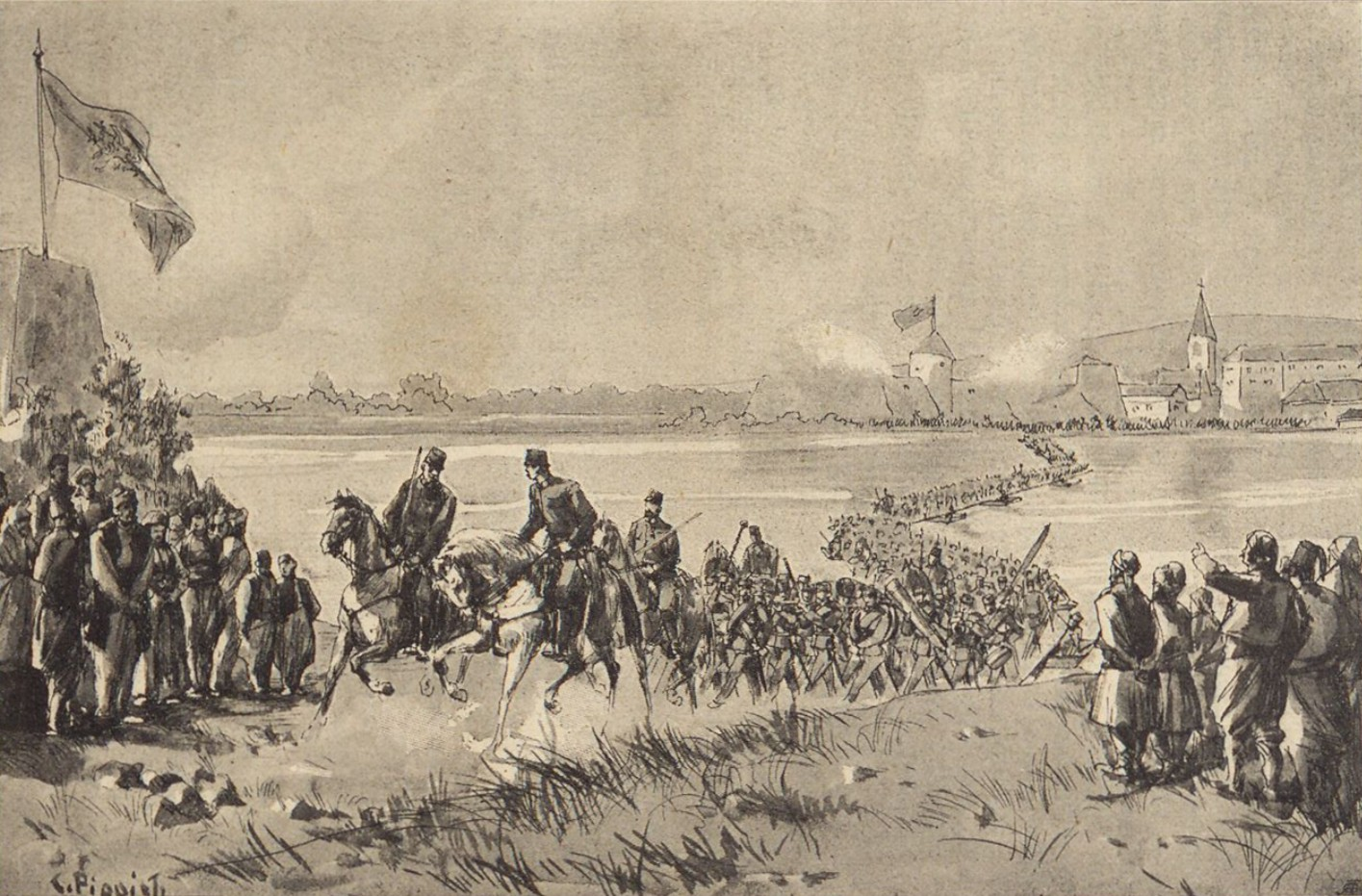
Das Infanterieregiment Nr. 17 bei der Überquerung der Save (Karl Pippich)

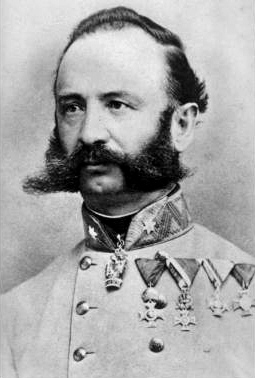
Joseph Philippovich

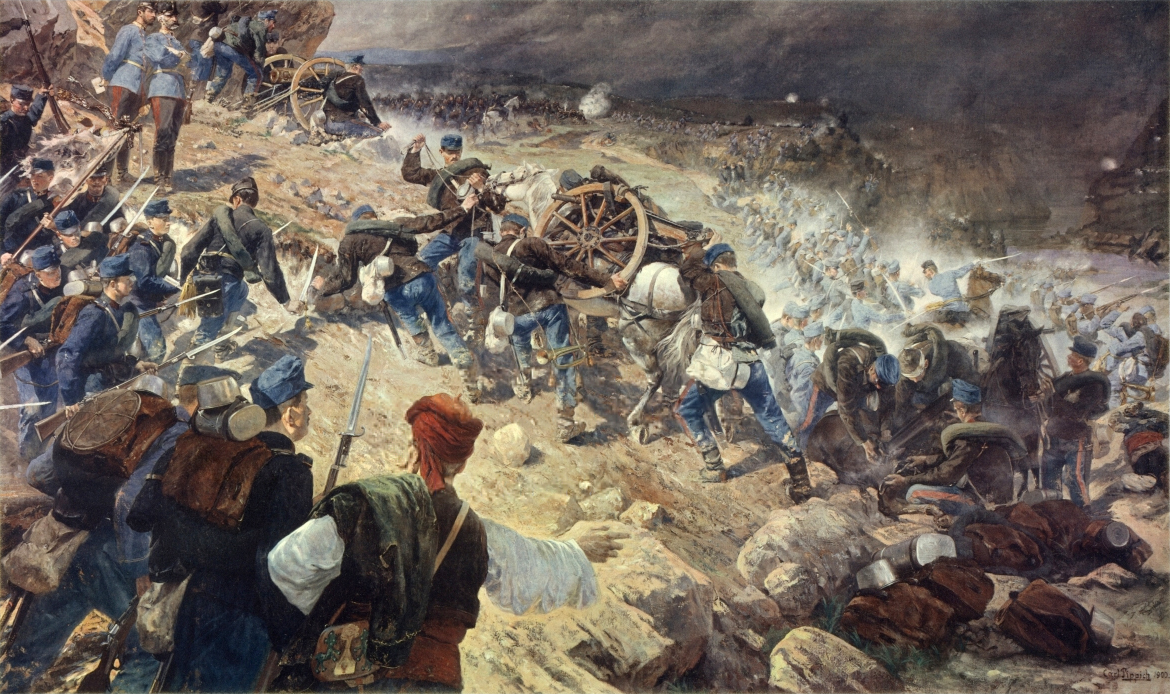
Gefecht bei Jaice am 7. August 1878 (Karl Pippich)

Zwischen dem 29. Juli und 20. Oktober 1878 wurde das Gebiet (51.027 km²), das eine gemischte Bevölkerung (1.142.000 Einwohner) von orthodoxen Serben (43 %), katholischen Kroaten (18 %) und Muslimen (39 %) aufwies, militärisch erobert. Die Okkupation traf wider Erwarten – Andrassy sprach zuvor von einem „Spaziergang mit einer Blasmusikkapelle“ – auf ernsthaften militärischen Widerstand. Dieser kam vor allem von der zuvor dominierenden moslemischen Mittelschicht, aber teilweise auch von der serbisch-orthodoxen Bevölkerung, die schon die letzten zwei Jahre in einem bewaffneten Aufstand gegen die Osmanen gekämpft hatte. Diese Gruppe kämpfte für einen Anschluss Bosniens an Serbien. Durch diese massive Gegenwehr musste der militärische Kraftaufwand der k.u.k. Armee mehrfach erhöht werden.
Die Hauptarmee zur Okkupation Bosniens unter Joseph Philippovich von Philippsberg, dem Befehlshaber des XIII. Armeekorps, überschritt die Grenze über die Save bei Brod, Kostajnica und bei Gradiška. Dem Generalkommando unterstanden dabei die 6. Infanterie-Division (unter FML Karl von Tegetthoff), die 7. Infanterie-Division (FML Wilhelm von Württemberg) sowie die 20. Infanterie-Division (FML Ladislaus Szápáry).
Die Abteilungen vereinigten sich bei Banjaluka, dort folgte der Vorstoß der Straße am linken Vrbasufer nach Varcar Vakuf und Jajce.

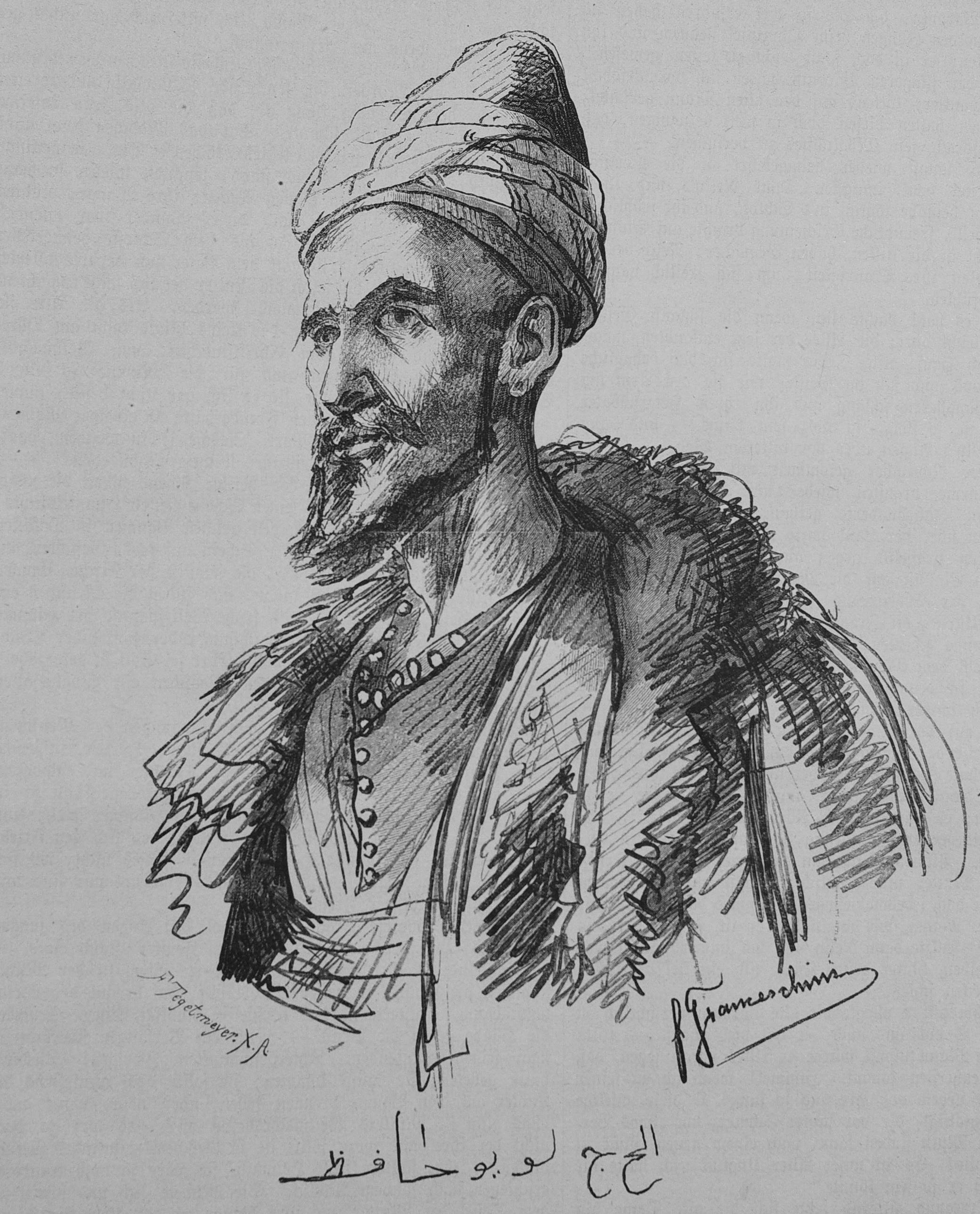
Hadschi Loja

Es kam zu erheblichem Widerstand von Partisanen, vor allem von muslimischen Kämpfern unter Derwisch Hadschi Loja (Hadži-Loja). Verstärkt wurde der Widerstand durch Soldaten und Offiziere der regulären Osmanischen Armee, die offiziell das Gebiet zu übergeben hatte.

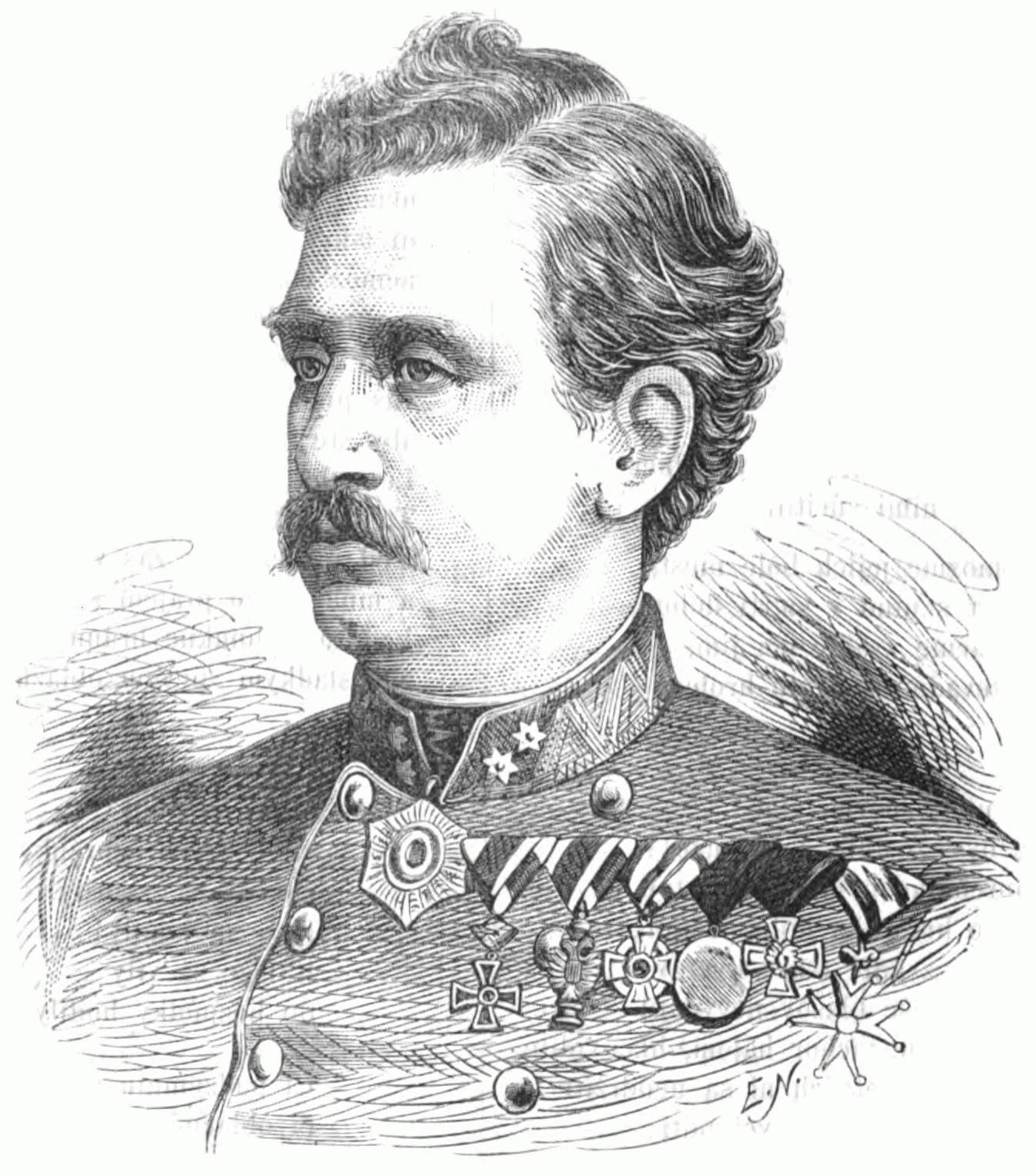
Stephan von Jovanović

Die selbständig operierende 18. Infanterie-Division unter Feldmarschall-Leutnant Stephan von Jovanović drang gleichzeitig von Dalmatien mit 9000 Mann entlang der Neretva in die Herzegowina ein. Am 5. August wurde Mostar erobert.
Am 3. August geriet eine Husarenschwadron in der Nähe von Maglaj an der Bosna in einen Hinterhalt. Daraufhin ließ Philippovich das Standrecht verhängen. Wegen des starken Widerstandes sah sich die k.u.k. Heeresleitung veranlasst, die in Kroatien und Slawonien dislozierte 36. Infanterietruppen-Division ebenfalls in das  Okkupationsgebiet zu verlegen.
Am 7. August stellte sich eine bosnische Streitmacht bei Jajce einer offenen Feldschlacht mit der k.u.k. 7. Infanterietruppen-Division und verlor dabei mehr als 600 Kämpfer. Durch einen Angriff bei Ravnice, heute Teil von Novi Grad in der Herzegowina, starben am 13. August mehr als 70 Offiziere und Soldaten eines ungarischen Infanterieregiments. In Öffentlichkeit und Presse der Doppelmonarchie wurden die Gegner als „unzivilisiert“ und „verräterisch“ geschmäht. Aufgrund der massiven Kampfhandlungen wurden drei weitere Korps mobilisiert.

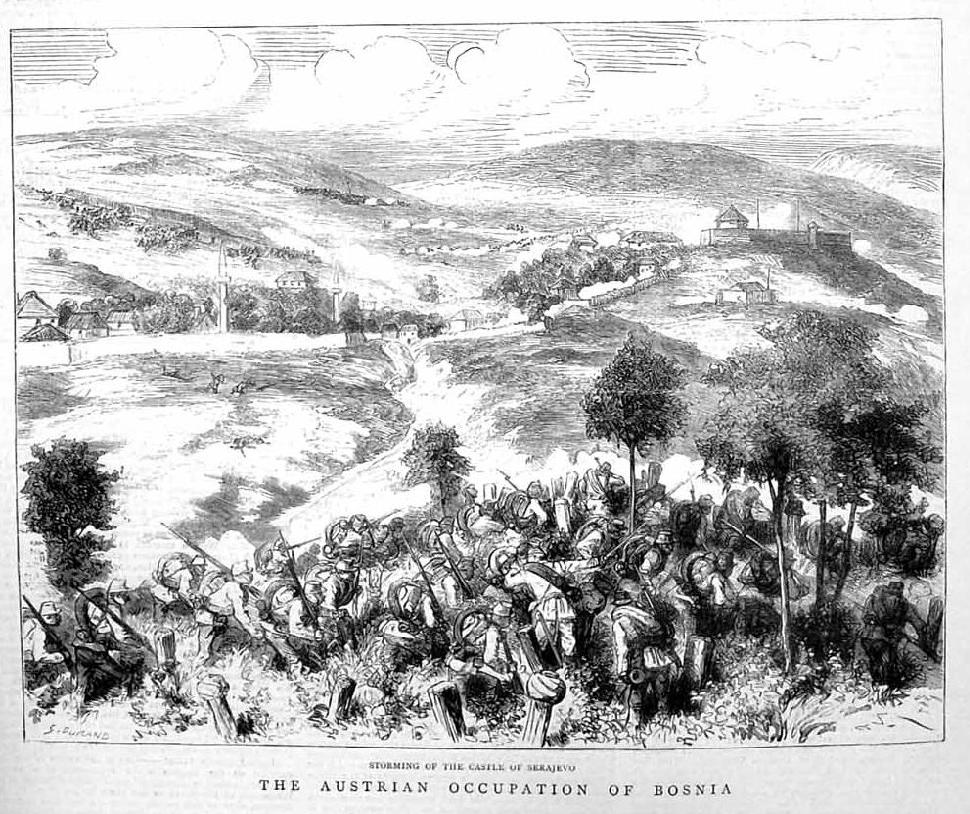
Angriff auf die Festung von Sarajevo

Am 19. August wurde Sarajevo nach Artilleriebeschuss aus 52 Geschützen und heftigem Straßenkampf eingenommen. Noch am Tag vor der Eroberung ließ Philippovich den osmanischen Gouverneur für Bosnien Hafiz Pascha inhaftieren.
Der Häuserkampf in der bosnischen Hauptstadt, die damals 50.000 Einwohner hatte, forderte durch die Guerillataktik der Verteidiger zahlreiche Opfer:

„Der ganze äußere Umkreis Sarajevos war stark besetzt. Aber auch im Inneren der Stadt gestatteten die engen Gassen mit ihren vielen Häusergruppen und einzelnen in den Erdgeschossen leicht zu verrammelnden Gebäuden, deren kleine Fenster der Stockwerke und zahlreiche Dachlücken die Abgabe des Feuers nach verschiedenen Richtungen zuließen, die nachhaltigste Verteidigung. Von der Umfassung der Stadt vertrieben, warfen sich die Insurgenten meist in die nächsten Häuser, verbarrikadierten alle Eingänge und unterhielten ein vernichtendes Feuer gegen die nachstürmende Infanterie.“

Philippovich berichtete:

„Es entspann sich einer der denkbar gräßlichsten Kämpfe. Aus jedem Hause, aus jedem Fenster, aus jeder Türspalte wurden die Truppen beschossen; ja selbst Weiber beteiligten sich daran. Das fast ganz am westlichen Stadteingange gelegene Militärspital, voll von kranken und verwundeten Insurgenten nahm am Kampfe theil, der bis 1 Uhr 30 Minuten währte.“

Die Verluste bei der Eroberung der Stadt unter den 13.000 eingesetzten Soldaten beliefen sich auf 57 Tote und 314 Verwundete, unter den bewaffneten Bosniern gab es laut österreichisch-ungarischem Generalstabswerk mehr als 300 Tote. Angaben über zivile Opfer fehlen. Zahlreiche Aufständische wurden von den Besatzern in den folgenden Tagen nach Schnellverfahren gehenkt oder erschossen.
Die aufständischen Bosnier zogen sich nach der Einnahme von Sarajevo in die umliegenden Berge zurück und leisteten mittels Guerillataktik noch wochenlang Widerstand. Die Burg von Velika Kladuša ergab sich erst am 20. Oktober. Hadschi Loja konnte am 3. Oktober 1878 vom k.u.k. Ungarischen Infanterie Regiment Erzherzog Joseph Nr. 37 im Tal der Rakitnica in der Nähe von Rogatica gefangen genommen werden. Er wurde zum Tode verurteilt, später aber zu fünf Jahren Kerker begnadigt.
Ein Artikel im Pester Lloyd, der die Vorbereitung der Armee auf den Feldzug kritisierte, wurde auf Befehl Franz Josephs unterdrückt. Letztlich waren 5 Armeekorps mit 153.000 Soldaten in Bosnien im Einsatz. Die österreichischen Stabsstellen rechneten am Ende mit 79.000 bewaffneten Aufständischen und 13.800 regulären osmanischen Soldaten auf der Gegenseite. Die Verluste der Österreicher betrugen mehr als 5000 Mann, davon waren die meisten Verwundete, rund 1000 Tote. Die Verluste unter den Bosniern sind nicht bekannt.

## Folgen

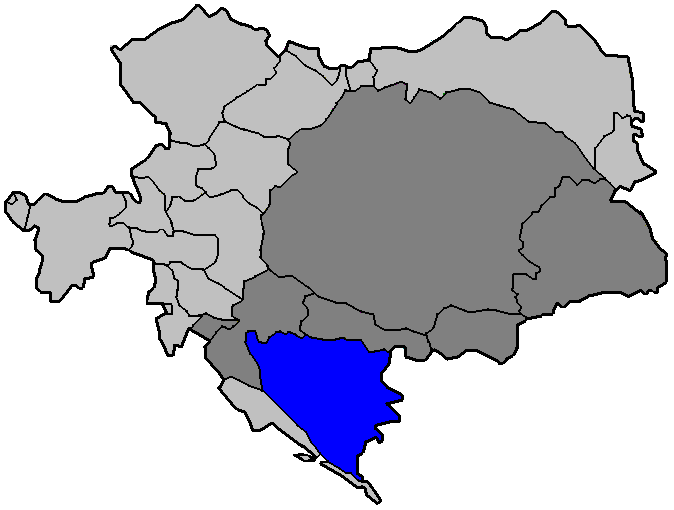
Bosnien-Herzegowina nach der Okkupation durch Österreich-Ungarn

Weil beide Reichshälften der Donaumonarchie Anspruch auf die Neuerwerbungen erhoben, wurde die Verwaltung durch das Gemeinsame Finanzministerium Österreich-Ungarns übernommen. Das Land blieb ein dauernder Unruheherd. Bei der Annexion der Länder 1908 kam es zu einer schweren internationalen Krise. Das Attentat von Sarajevo durch den bosnischen Serben Gavrilo Princip löste schließlich den Ersten Weltkrieg aus.

## Museale Rezeption
Der Okkupationsfeldzug von 1878 ist im Wiener Heeresgeschichtlichen Museum dokumentiert. So sind diverse Beutestücke ausgestellt, auch aus dem persönlichen Besitz des Joseph von Philippovich, wie etwa eine Insurgentenfahne und orientalische Waffen.